# CGI Group
CGI Group — канадская компания, работающая в области информационных технологий, коммуникаций и управления бизнес-процессами. Создана в 1976 году Сержем Годеном (Serge Godin) и Андре Имбо (André Imbeau). Входит в пятёрку самых больших компаний своего сектора в мире. CGI работает в 40 странах мира, основными рынками являются США, Канада, Великобритания и Франция, на услуги госучреждениям в 2022 году приходилось 38 % выручки.
CGI является аббревиатурой от фр. conseillers en gestion et informatique ("советники в управлении и информатике), в английском варианте — «Consultants to Government and Industry» (Консультанты правительства и промышленности).

## История
Компания была основана в 1976 году в городе Квебек. Позже компания перебралась в Монреаль. В 1986 году провела размещение своих акций на бирже и на вырученные средства начала поглощать другие компании в области аутсорсинга информационных технологий. В 1998 году была поглощена канадская компания Bell Sygma, а в 2001 году — индийская IMRGlobal. Присутствие в США и Европе было значительно увеличено покупкой в 2004 году американской компании American Management System (AMS). Покупка в 2010 году компании Stanley, Inc. расширило контакты с федеральным правительством США, особенно в области обороны и разведки. Самым крупным приобретением стала британская компания Logica (в 2012 году за 1,7 млрд фунтов стерлингов). В следующие годы был куплен целый ряд компаний в Канаде, США, Европе и Австралии.

## Деятельность
Основным направлением деятельности является внедрение информационных технологий, включая и общую стратегию, и конкретные программные продукты. Услуги предоставляются как коммерческим структурам, так и государственным учреждениям, крупнейшим клиентом является федеральное правительство США (около 13 % выручки).
Подразделения по состоянию на 2022 год:
- U.S. Commercial and State Government — услуги коммерческим предприятиям и региональным органам власти в США; 19 % выручки;
- Scandinavia and Central Europe — деятельность в Швеции, Норвегии и Германии; 12 % выручки;
- U.K. and Australia — деятельность в Великобритании и Австралии; 14 % выручки;
- U.S. Federal — услуги федеральным структурам США; 12 % выручки;
- Western and Southern Europe — деятельность в Западной и Южной Европе (Франция, Испания, Португалия); 15 % выручки;
- Finland, Poland and Baltics — Финляндия, Польша и страны Балтии; 9 % выручки;
- Canada — деятельность в Канаде; 14 % выручки;
- Northwest and Central-East Europe — Нидерланды, Дания и Чехия; 5 % выручки;
- Asia Pacific — деятельность в Азиатско-Тихоокеанском регионе (Индия и др.); 6 % выручки.

CGI заняла 970-е место в списке крупнейших публичных компаний мира Forbes Global 2000 за 2023 год.

## Дочерние компании
Основные дочерние компании по состоянию на 2022 год:
- CGI Technologies and Solutions Inc. (США)
- CGI France SAS (Франция)
- CGI Federal Inc. (США)
- CGI IT UK Limited (Великобритания)
- CGI Information Systems and Management Consultants Inc. (Канада)
- Conseillers en gestion et informatique CGI Inc. (Канада)
- CGI Deutschland B.V. & Co KG (Германия)
- CGI Sverige AB (Швеция)
- CGI Suomi OY (Финляндия)
- CGI Information Systems and Management Consultants Private Limited (Индия)
- CGI Nederland BV (Нидерланды)